# فیلم‌شناسی جرد لتو

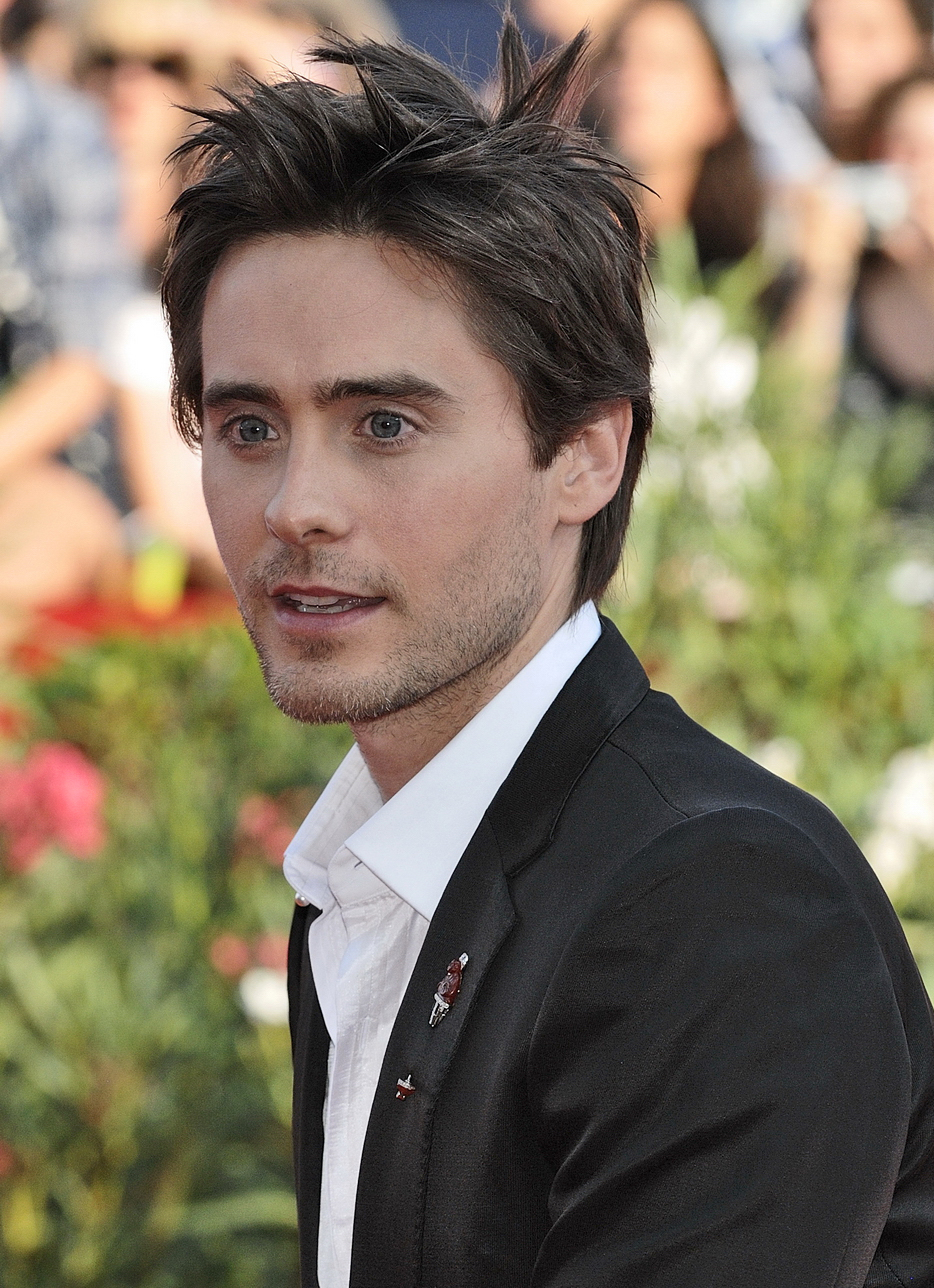
جرد لتو در پریمیر فیلم آقای نوبادی در شصت و ششمین جشنواره فیلم ونیز

جرد لتو سرگرمی‌ساز آمریکایی است که در زمینهٔ سینما، تلویزیون و موسیقی فعالیت کرده‌است. او اولین نقش‌آفرینی‌های خود را با بازی در نقش‌های جزئی در تلویزیون انجام داد. او در سال ۱۹۹۴ به خاطر نقش‌آفرینی در درام نوجوانانه به اصطلاح زندگی من شناخته شد. این برنامهٔ تلویزیونی برای نمایش دوره نوجوانی و بلوغ مورد ستایش قرار گرفت، با این وجود بعد از یک فصل لغو شد. در همان سال، او اولین فیلم تلویزیونی‌اش را همراه با آلیسیا سیلورستون در سرد و دیوانه بازی کرد. در سال ۱۹۹۵ میلادی لتو اولین نقش سینمایی‌اش را در فیلم چطور یک لحاف آمریکایی را می‌سازند اجرا کرد. او بعداً با کریستینا ریچی در فیلم پایان پادشاهان بلند مرتبه (۱۹۹۶) به ایفای نقش پرداخت و نقش حمایت کننده‌ای در پرپیچ و خم (۱۹۹۷) داشت. در سال ۱۹۹۷، لتو در پرفونتین نقش استیو پرفونتین، یک دونده دو استقامت را بازی کرد. منتقدان بازی لتو را ستودند و اغلب از آن به عنوان نقش‌های موفقیت‌آمیز او یاد می‌شود. در سال بعد، لتو با آلیشیا ویت در فیلم ترسناک افسانه محلی به ایفای نقش پرداخت. سپس در فیلم خط باریک سرخ (۱۹۹۸) با آدرین برودی و شان پن همکاری کرد. پس از نقش‌آفرینی در فیلم‌های سیاه و سفید و دختر، ازهم‌گسیخته، لتو آنجل فیس در باشگاه مبارزه (۱۹۹۹) را به تصویر کشید که از آن زمان به یک فیلم کالت تبدیل شده‌است.
در سال ۲۰۰۰، لتو در تریلر روان‌شناختی روانی آمریکایی به ایفای نقش پرداخت. در همان سال، او در فیلم مرثیه‌ای بر یک رؤیا نقش هری گلدفارب را ایفا کرد؛ منتقدان بازی لتو را در نقش یک معتاد هروئین ستودند. در طول این مدت، لتو به‌طور فزاینده به گروهش ترتی سکندز تو مارس متمرکز شد. در سال ۲۰۰۲ با ایفای نقش در فیلم اتاق پناهگاه به کارگردانی دیوید فینچر به عرصهٔ بازیگری بازگشت. در سال ۲۰۰۴، در درام تاریخی اسکندر در نقش هفستیون با کالین فارل همکاری کرد. سپس با نیکلاس کیج در فیلم جنایی دلهره‌آور ارباب جنگ (۲۰۰۵) درخشید و در کنار سلما هایک در درام جنایی قلب‌های تنها (۲۰۰۶) نقش ریموند فرناندز را ایفا کرد. او همچنین شروع به کارگردانی موزیک ویدئوهای ترتی سکندز تو مارس کرد و نخستین موزیک ویدئواش، «کشتن» را در سال ۲۰۰۶ کارگردانی کرد. در سال بعد، او نقش مارک دیوید چپمن در فیلم زندگی‌نامه‌ای فصل ۲۷ را ایفا کرد. با وجود نظرات مختلف منتقدان دربارهٔ فیلم، به‌طور کلی عملکرد لتو تحسین شد.
در سال ۲۰۰۹، در فیلم علمی تخیلی آقای نوبادی به کارگردانی ژاکو وان دورمال نقش‌آفرینی کرد. منتقدان استعداد هنرپیشگان فیلم را ستودند. او بعداً موزیک ویدئو «شاهان و ملکه‌ها» و «توفان» کارگردانی کرد. لتو برای کارگردانی آنها نامزد دریافت جایزه موزیک ویدئوی ام‌تی‌وی برای بهترین کارگردانی شد. در سال ۲۰۱۲، لتو اولین فیلم مستندش، مصنوعی را ساخت. پس از شش سال وقفه، لتو در درام زندگینامه‌ای باشگاه خریداران دالاس (۲۰۱۳) به کارگردانی ژان-مارک ولی در نقش یک بیمار مبتلا به ایدز ظاهر شد که جایزه اسکار بهترین بازیگر نقش مکمل مرد، جایزه گلدن گلوب بهترین بازیگر نقش مکمل مرد و جایزه سینمایی انتخاب منتقدان برای بهترین بازیگر نقش مکمل مرد را بدست آورد. در سال ۲۰۱۶، لتو نقش جوکر را در فیلم ابرقهرمانی جوخه انتحار ایفا کرد که نظرات ناامید کننده‌ای از منتقدان دریافت کرد هرچند عملکرد لتو بسیار مورد قبول عامه قرار گرفت.

## فیلم‌
| dagger        | نشان‌دهنده فیلم‌های منتشر نشده |
| double-dagger | نشان‌دهنده مستند              |

| سال  | عنوان                                 | به عنوان | به عنوان | به عنوان     | نقش             | یادداشت‌ها          | م.     |
| سال  | عنوان                                 | بازیگر   | کارگردان | تهیه‌کننده    | نقش             | یادداشت‌ها          | م.     |
| ---- | ------------------------------------- | -------- | -------- | ------------ | --------------- | ------------------ | ------ |
| ۱۹۹۵ | چطور یک لحاف آمریکایی را می‌سازند      | آری      |          |              | بک              |                    | [ ۱۶ ] |
| ۱۹۹۶ | پایان پادشاهان بلند مرتبه             | آری      |          |              | فرانکی گیریفین  |                    | [ ۱۷ ] |
| ۱۹۹۷ | پرفونتین                              | آری      |          |              | استیو پرفونتین  |                    | [ ۱۸ ] |
| ۱۹۹۷ | پرپیچ و خم                            | آری      |          |              | لاین دیکسون     |                    | [ ۱۹ ] |
| ۱۹۹۸ | ریحان                                 | آری      |          |              | باسیل           |                    | [ ۲۰ ] |
| ۱۹۹۸ | افسانه محلی                           | آری      |          |              | پائول گاردنر    |                    | [ ۲۱ ] |
| ۱۹۹۸ | خط باریک سرخ                          | آری      |          |              | ویلیام وایت     |                    | [ ۲۲ ] |
| ۱۹۹۹ | سیاه و سفید                           | آری      |          |              | کَسی             |                    | [ ۲۳ ] |
| ۱۹۹۹ | باشگاه مبارزه                         | آری      |          |              | آنجل فیس        |                    | [ ۲۴ ] |
| ۱۹۹۹ | دختر، ازهم‌گسیخته                      | آری      |          |              | توبیاس جیکوب    |                    | [ ۲۵ ] |
| ۲۰۰۰ | روانی آمریکایی                        | آری      |          |              | پائول آلن       |                    | [ ۲۶ ] |
| ۲۰۰۰ | مرثیه‌ای بر یک رؤیا                    | آری      |          |              | هری گلدفارب     |                    | [ ۲۷ ] |
| ۲۰۰۰ | نوار غروب آفتاب                       | آری      |          |              | گلن واکر        |                    | [ ۲۸ ] |
| ۲۰۰۱ | سل گود                                | آری      |          | مشارکت کننده | راک استار       | نقش کوتاه          | [ ۲۹ ] |
| ۲۰۰۲ | بزرگراه                               | آری      |          |              | جک هایز         |                    | [ ۳۰ ] |
| ۲۰۰۲ | اتاق پناهگاه                          | آری      |          |              | جونیور          |                    | [ ۳۱ ] |
| ۲۰۰۲ | باجه تلفن                             | آری      |          |              | بابی            | نقش کوتاه          | [ ۳۲ ] |
| ۲۰۰۴ | اسکندر                                | آری      |          |              | هفستیون         |                    | [ ۳۳ ] |
| ۲۰۰۵ | هوبرت سلبی جونیور: فردا بهتر خواهد شد | آری      |          |              | خودش            |                    | [ ۳۴ ] |
| ۲۰۰۵ | ارباب جنگ                             | آری      |          |              | ویتلی ارلو      |                    | [ ۳۵ ] |
| ۲۰۰۶ | قلب‌های تنها                           | آری      |          |              | ریموند فرناندز  |                    | [ ۳۶ ] |
| ۲۰۰۷ | فصل ۲۷                                | آری      |          | اجرایی       | مارک دیوید چپمن |                    | [ ۳۷ ] |
| ۲۰۰۹ | آقای نوبادی                           | آری      |          |              | نمو نوبادی      |                    | [ ۳۸ ] |
| ۲۰۱۱ | تی‌تی۳دی: نزدیکتر به لبه               | آری      |          |              | راوی            | صدا                | [ ۳۹ ] |
| ۲۰۱۲ | مصنوعی                                | آری      | آری      | آری          | خودش            |                    | [ ۴۰ ] |
| ۲۰۱۳ | باشگاه خریداران دالاس                 | آری      |          |              | رایان           |                    | [ ۴۱ ] |
| ۲۰۱۵ | جرمی اسکات: طراح مردمی                | آری      |          |              | خودش            |                    | [ ۴۲ ] |
| ۲۰۱۶ | جهنم مقدس                             |          |          | اجرایی       | —               |                    | [ ۴۳ ] |
| ۲۰۱۶ | جوخه انتحار                           | آری      |          |              | جوکر            |                    | [ ۴۴ ] |
| ۲۰۱۷ | ۲۰۳۶: سحرگاه نکسوس                    | آری      |          |              | نیاندر والاس    | فیلم کوتاه         | [ ۴۵ ] |
| ۲۰۱۷ | بلید رانر ۲۰۴۹                        | آری      |          |              | نیاندر والاس    |                    | [ ۴۶ ] |
| ۲۰۱۸ | بیگانه                                | آری      |          | اجرایی       | نیک لوئل        |                    | [ ۴۷ ] |
| ۲۰۱۹ | یک روز زندگی در آمریکا                |          | آری      | آری          | —               |                    | [ ۴۸ ] |
| ۲۰۲۱ | چیزهای کوچک                           | آری      |          |              | آلبرت اسپارما   |                    | [ ۴۹ ] |
| ۲۰۲۱ | لیگ عدالت زک اسنایدر                  | آری      |          |              | جوکر            |                    | [ ۵۰ ] |
| ۲۰۲۱ | خانه مد گوچی                          | آری      |          |              | پائولو گوچی     |                    | [ ۵۲ ] |
| ۲۰۲۲ | موربیوس                               | آری      |          |              | مایکل موربیوس   |                    | [ ۵۳ ] |
| ۲۰۲۳ | عمارت متروکه                          | آری      |          |              | هت‌باکس گوست     | صداپیشه و ضبط حرکت | [ ۵۴ ] |
| ۲۰۲۵ | ترون: آرس                             | آری      |          | آری          | آرس             | فیلمبرداری         | [ ۵۳ ] |

## تلویزیون
| سال       | عنوان              | به عنوان | به عنوان | به عنوان  | نقش            | یادداشت‌ها            | م.     |
| سال       | عنوان              | بازیگر   | کارگردان | تهیه‌کننده | نقش            | یادداشت‌ها            | م.     |
| --------- | ------------------ | -------- | -------- | --------- | -------------- | -------------------- | ------ |
| ۱۹۹۲–۱۹۹۳ | کمپ وحشی           | آری      |          |           | دکستر          | ۲ قسمت               | [ ۴۲ ] |
| ۱۹۹۳      | تقریباً خانه        | آری      |          |           | ریک آیکن       | ۱ قسمت               | [ ۴۲ ] |
| ۱۹۹۴–۱۹۹۵ | به اصطلاح زندگی من | آری      |          |           | جوردن کاتالانو | ۱۹ قسمت              | [ ۵۵ ] |
| ۱۹۹۴      | سرد و دیوانه       | آری      |          |           | مایکل          | فیلم تلویزیونی       | [ ۵۶ ] |
| ۲۰۰۳      | هالیوود بالا       | آری      |          |           | خودش           | فیلم مستند تلویزیونی | [ ۵۷ ] |
| ۲۰۰۶      | نسل‌کشی ارمنی‌ها     | آری      |          |           | راوی           | فیلم تلویزیونی       | [ ۵۸ ] |
| ۲۰۱۴–۲۰۱۵ | به درون وحشی       | آری      | آری      | آری       | خودش           | ۱۶ قسمت              | [ ۵۹ ] |
| ۲۰۱۵–۲۰۱۸ | ماوراء افق         | آری      | آری      | آری       | خودش           | ۱۷ قسمت              | [ ۶۰ ] |
| ۲۰۱۶      | گریت واید اوپن     | آری      | آری      | آری       | خودش           | ۵ قسمت               | [ ۶۱ ] |
| ۲۰۲۲      | وی‌کرشت             | آری      |          | اجرایی    | آدام نیومان    |                      | [ ۶۲ ] |

## موزیک ویدئو
| سال  | عنوان               | به عنوان | به عنوان  | به عنوان | یادداشت‌ها  | م.     |
| سال  | عنوان               | کارگردان | تهیه‌کننده | دیگر     | یادداشت‌ها  | م.     |
| ---- | ------------------- | -------- | --------- | -------- | ---------- | ------ |
| ۲۰۰۶ | «کشتن»              | آری      |           |          |            | [ ۶۳ ] |
| ۲۰۰۶ | «از دیروز»          | آری      |           |          |            | [ ۶۴ ] |
| ۲۰۰۸ | «یک دروغ زیبا»      | آری      | اجرایی    |          |            | [ ۶۵ ] |
| ۲۰۰۹ | «شاهان و ملکه‌ها»    | آری      | آری       |          |            | [ ۶۶ ] |
| ۲۰۱۰ | «نزدیکتر به لبه»    | آری      | آری       | آری      | تدوین‌گر    | [ ۶۷ ] |
| ۲۰۱۰ | «توفان»             | آری      |           | آری      | نویسنده    | [ ۶۸ ] |
| ۲۰۱۳ | «بالا در آسمان»     | آری      | آری       | آری      | تدوین‌گر    | [ ۶۹ ] |
| ۲۰۱۳ | «انجام بده یا بمیر» | آری      | آری       |          |            | [ ۷۰ ] |
| ۲۰۱۳ | «شهر فرشتگان»       | آری      | آری       | آری      | تدوین‌گر    | [ ۷۱ ] |
| ۲۰۱۶ | «لامبورگینی بنفش»   |          |           | آری      | حضور مهمان | [ ۷۲ ] |
| ۲۰۱۷ | «راه رفتن روی آب»   | آری      | آری       |          |            | [ ۴۸ ] |
| ۲۰۲۱ | «درود بر ویکتور»    | آری      |           | آری      | تدوین‌گر    | [ ۷۳ ] |
| ۲۰۲۳ | «استاک»             | آری      | اجرایی    |          |            | [ ۷۴ ] |

## واژه‌نامه
1. ↑  Beyond the Horizon
2. ↑  Great Wide Open